# Prva A Liga 2018-2019
La Prva A Liga 2018-2019 è stata la 13ª edizione del massimo campionato montenegrino di pallacanestro maschile. La vittoria finale è stata ad appannaggio del Budućnost.

## Regular season
|    | Squadra           | G  | V  | P  | PF   | PS   | Diff. | P.ti | Qualificazione                       |
| -- | ----------------- | -- | -- | -- | ---- | ---- | ----- | ---- | ------------------------------------ |
| 1. | Lovćen            | 16 | 16 | 0  | 1389 | 1060 | +329  | 32   | qualificate in Super Liga            |
| 2. | Sutjeska          | 16 | 11 | 5  | 1256 | 1177 | +79   | 27   | qualificate in Super Liga            |
| 3. | Ulcinj            | 16 | 10 | 6  | 1290 | 1173 | +117  | 26   | qualificate in Super Liga            |
| 4. | Jedinstvo         | 16 | 9  | 7  | 1204 | 1261 | -57   | 25   | qualificate in Super Liga            |
| 5. | Ibar              | 16 | 8  | 8  | 1219 | 1196 | +23   | 24   | qualificate nel gruppo retrocessione |
| 6. | Studentski Centar | 16 | 6  | 10 | 1155 | 1195 | -40   | 22   | qualificate nel gruppo retrocessione |
| 7. | Zeta              | 16 | 5  | 11 | 1224 | 1370 | -146  | 21   | qualificate nel gruppo retrocessione |
| 8. | Danilovgrad       | 16 | 4  | 12 | 1120 | 1296 | -176  | 20   | qualificate nel gruppo retrocessione |
| 9. | Primorje          | 16 | 3  | 13 | 1191 | 1320 | -129  | 19   | qualificate nel gruppo retrocessione |

## Super Liga
|    | Squadra        | G  | V | P  | PF  | PS  | Diff. | P.ti | Qualificazione |
| -- | -------------- | -- | - | -- | --- | --- | ----- | ---- | -------------- |
| 1. | Budućnost VOLI | 10 | 8 | 2  | 952 | 793 | +159  | 18   | playoffs       |
| 2. | Mornar         | 10 | 7 | 3  | 907 | 824 | +83   | 17   | playoffs       |
| 3. | Sutjeska       | 10 | 7 | 3  | 843 | 804 | +39   | 17   | playoffs       |
| 4. | Lovćen         | 10 | 6 | 4  | 827 | 816 | +11   | 16   | playoffs       |
| 5. | Ulcinj         | 10 | 2 | 8  | 804 | 873 | -69   | 12   |                |
| 6. | Jedinstvo      | 10 | 0 | 10 | 737 | 960 | -223  | 10   |                |

## Gruppo retrocessione
|    | Squadra           | G | V | P | PF  | PS  | Diff. | P.ti | Qualificazione                     |
| -- | ----------------- | - | - | - | --- | --- | ----- | ---- | ---------------------------------- |
| 1. | Ibar              | 8 | 7 | 1 | 701 | 574 | +127  | 15   |                                    |
| 2. | Primorje          | 8 | 5 | 3 | 616 | 568 | +48   | 13   |                                    |
| 3. | Danilovgrad       | 8 | 3 | 5 | 585 | 621 | -36   | 11   |                                    |
| 4. | Studentski Centar | 8 | 3 | 5 | 594 | 640 | -46   | 11   | spareggio promozione/retrocessione |
| 5. | Zeta              | 8 | 2 | 6 | 553 | 646 | -93   | 10   | spareggio promozione/retrocessione |

## Playoff
|  | Semifinali | Semifinali      | Semifinali |            |   | Finale    | Finale | Finale |  |
|  |            |                 |            |            |   |           |        |        |  |
|  | 1          | Budućnost       | 2          |            |   |           |        |        |  |
|  | 1          | Budućnost       | 2          |            |   |           |        |        |  |
|  | 4          | Lovćen Cetinje  | 0          |            |   |           |        |        |  |
|  | 4          | Lovćen Cetinje  | 0          |            | 1 | Budućnost | 3      |        |  |
|  |            |                 |            |            | 1 | Budućnost | 3      |        |  |
|  |            |                 | 2          | Mornar Bar | 2 |           |        |        |  |
|  | 2          | Mornar Bar      | 2          | Mornar Bar | 2 | 2         |        |        |  |
|  | 2          | Mornar Bar      |            |            |   |           |        |        |  |
|  | 3          | Sutjeska Nikšić | 1          |            |   |           |        |        |  |

| Prva A Liga 2018-2019          |
| ------------------------------ |
| Budućnost Podgorica 12º titolo |

## Spareggio promozione/retrocessione
| Squadra 1         | Totale | Squadra 2 | Andata | Ritorno |
| ----------------- | ------ | --------- | ------ | ------- |
| Studentski Centar | -      | Zeta      | -      | -       |

## Squadra vincitrice
|    | Naz.                            | Ruolo | Sportivo            | Anno | Alt. | Peso |  |
| -- | ------------------------------- | ----- | ------------------- | ---- | ---- | ---- |  |
| 1  | Francia (bandiera)              | G     | Edwin Jackson       | 1989 | 190  | 91   |  |
| 2  | Montenegro (bandiera)           | PG    | Nikola Ivanović     | 1994 | 190  | 90   |  |
| 3  | Stati Uniti (bandiera)          | P     | Norris Cole         | 1988 | 188  | 79   |  |
| 4  | Montenegro (bandiera)           | G     | Suad Šehović        | 1987 | 197  | 100  |  |
| 6  | Serbia (bandiera)               | AC    | Filip Barović       | 1990 | 206  | 114  |  |
| 7  | Stati Uniti (bandiera)          | AP    | Coty Clarke         | 1992 | 201  | 102  |  |
| 8  | Montenegro (bandiera)           | G     | Sead Šehović        | 1989 | 196  | 95   |  |
| 9  | Montenegro (bandiera)           | A     | Milić Starovlah     | 1998 | 196  | 89   |  |
| 10 | Bosnia ed Erzegovina (bandiera) | P     | Nemanja Gordić      | 1988 | 193  | 90   |  |
| 11 | Montenegro (bandiera)           | AG    | Matija Radunovic    | 2002 | 199  |      |  |
| 12 | Montenegro (bandiera)           | AG    | Djordjije Marinović | 2001 | 201  |      |  |
| 13 | Montenegro (bandiera)           | A     | Aleksa Ilić         | 1996 | 203  | 86   |  |
| 15 | Montenegro (bandiera)           | AP    | Viktor Vujisić      | 2001 | 198  |      |  |
| 19 | Montenegro (bandiera)           | C     | Zoran Nikolić       | 1996 | 212  | 106  |  |
| 20 | Montenegro (bandiera)           | G     | Fedja Pajović       | 2001 | 186  |      |  |
| 22 | Montenegro (bandiera)           | P     | Igor Drobnjak       | 2000 | 191  | 84   |  |
| 30 | Montenegro (bandiera)           | PG    | Petar Popović       | 1996 | 195  | 87   |  |
| 31 | Stati Uniti (bandiera)          | GA    | James Bell          | 1992 | 196  | 100  |  |
| 34 | Montenegro (bandiera)           | AG    | Danilo Nikolić      | 1993 | 205  | 93   |  |
| 44 | Montenegro (bandiera)           | P     | Fedor Žugić         | 2003 | 196  | 85   |  |
|    | Montenegro (bandiera)           | ALL   | Petar Mijović       |      |      |      |  |